# 小樽インターチェンジ

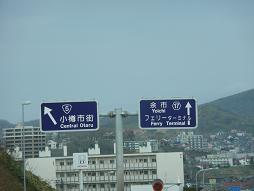
小樽ICから一般道への出口標識

小樽インターチェンジ（おたるインターチェンジ）は、北海道小樽市勝納町にある札樽自動車道のインターチェンジ。

## 歴史
- 1971年（昭和46年）12月4日：国道5号札幌小樽道路（札樽バイパス）として小樽IC - 札幌西IC間が暫定2車線で開通。
- 1973年（昭和48年）4月1日：札幌小樽道路が高速自動車国道（札樽自動車道）に昇格。
- 1974年（昭和49年）8月22日：小樽IC - 札幌西IC間が4車線化。
- 2018年（平成30年）：12月までに、IC番号が「10」から「11」に変更された[2]。

## 周辺
- 小樽築港駅（JR北海道・函館本線）
- ウイングベイ小樽
- 小樽港マリーナ
- 新南樽市場
- 北海道済生会小樽病院
- 小樽フェリーターミナル

## 接続する道路
- 国道5号
- 北海道道17号小樽港線

## 料金所
小樽ICには料金所がなく、以下の通り通行料金の収受を行う。
- 札樽自動車道で小樽ICと隣の朝里ICのみの区間を往来する場合は、朝里ICで同区間の通行料金を収受する。
- 札樽自動車道で小樽ICと朝里ICよりも先のICとの間を利用する場合は、朝里ICに併設されている朝里本線料金所が、小樽ICを利用する自動車の入口・出口料金所として機能する。

なお朝里本線料金所の札幌方面（小樽ICから入った自動車が利用）は、後志自動車道の開通を前にした2018年11月30日の設置であり、それ以前は小樽ICから札樽自動車道に入る自動車は入口料金所を通らずに目的地まで向かう方式となっていた。

## 隣
E5A 札樽自動車道
(10) 朝里IC/TB - (11) 小樽IC